# 台灣民意教育基金會
財團法人台灣民意教育基金會（英語：Taiwanese Public Opinion Foundation，縮寫TPOF），簡稱台灣民意基金會，是一個中華民國的非營利組織，由游盈隆教授所創辦。台灣民意基金會成立於2016年2月，前身為台灣促進和平文教基金會，由簡錫堦等社運界、學術界與宗教界人士所創設。

## 歷史
2000年8月31日，前民主進步黨立法委員簡錫堦、圓神出版社創辦人簡志忠、台灣天主教樞機單國璽與佛光山創辦人釋星雲共同發起成立財團法人台灣促進和平文教基金會，簡錫堦擔任執行長。
2007年6月10日，台灣促進和平文教基金會舉行記者會，提出「和平獨立」與「民主統一」的台海兩岸最大公約數。簡錫堦說，台灣統獨議題一直都被泛藍與泛綠聯合壟斷發言，獨派要「民主獨立」，統派要「和平統一」；但獨派沒有說明台灣獨立可能帶來的戰爭疑慮，統派無法在兩岸民主進程中作出解釋，藍綠就陷在虛無的統獨意識形態中；因此，他們提出「和平獨立」與「民主統一」的兩岸和平主張，盼走出藍綠思維。台灣促進和平文教基金會董事范雲表示，當前藍綠的統獨論述是同中求異，「和平獨立」與「民主統一」主張是異中求同，因為和平與民主才是最大公約數，政治的敵友分類也許會因此而不一樣，這是從社會角度找出人民在兩岸政策上新的主導權。
2007年7月11日，簡錫堦發表致台灣獨立運動支持者公開信，「由於政客和媒體的操縱，使得台獨理念被矮化為劃分族群的工具」，「執政黨（民主進步黨）不僅妖魔化中國，也在社會中製造對立，將1947年以後來台的外省人和新加入台灣社會的大陸籍配偶範疇化、標籤化，這絕對不是強調多元、寬容的民主社會所應忍受的」，「失去了理想引導的獨立運動，仍然只會是權力邏輯的殖民俘虜；所以請讓我們一起以國內、國外的和平工程為目標，作為追求獨立的指引」。
2007年10月2日，簡錫堦召集台灣社會福利總盟、台灣促進和平文教基金會、中華民國老人福利推動聯盟、中華民國全國教師會、中華民國殘障聯盟、中華民國智障者家長總會、台灣勞工陣線、台灣少年權益與福利促進聯盟、台北市社會福利聯盟、中華民國康復之友聯盟、台灣婦女團體全國聯合會、媒體改造學社、台灣社會福利學會、台灣女人連線、台北市上班族協會、民間司法改革基金會與婦女新知基金會成立公平稅制改革聯盟。
2011年3月10日，簡錫堦召集青年要好野、卡債受害者自救會、台灣當代漂泊協會、台灣促進和平文教基金會、國際特赦組織台灣總會、法律扶助基金會、台灣國際醫學聯盟等社運團體共同發起成立反貧困聯盟。
2016年2月，財團法人台灣民意教育基金會成立，創立基金新台幣兩百萬元由簡志忠與簡錫堦捐贈。
2016年4月17日，台灣民意基金會舉行成立茶會，該會是由台灣促進和平文教基金會改組而來，簡錫堦為創會董事之一，創會董事長為前海峽交流基金會副董事長游盈隆。民進黨新潮流系大老邱義仁致詞時說，台灣民意基金會很多董事是企業界朋友，「我實在不知道你們參加這個要幹嘛？無利可圖」；這些人基於使命感投入，願意出錢出力，他覺得敬佩。
2019年6月23日，台灣民意基金會董事長游盈隆宣布從民進黨退黨，退黨聲明抨擊，當民進黨主導《公民投票法》修法廢除「公投綁大選」時，民進黨已經叛離其傳統支持者；同時批評，民進黨籍中華民國總統蔡英文讓台灣社會繼續陷入族群撕裂、泛藍泛綠不理性對立的舊時代，無法大步向前。
2020年12月29日，台灣民意基金會公布最新民調，董事長游盈隆表示，蔡英文整體聲望明顯下滑，顯示其總統第二任蜜月期已於本月結束。中華民國總統府發言人張惇涵表示，民調在不同的時間點、不同的調查方法、不同的設計都會有不同的結果，執政團隊會將民調做為參考，「執政團隊沒有假期，更不可能有蜜月期」。游盈隆駁斥，張惇涵顯然不知道「總統蜜月期」幾乎已是當代政治學的常識，「執政團隊沒有假期，更不可能有蜜月期」一語更與「總統蜜月期」毫無關係。民進黨副秘書長林鶴明表示，當代民主政治沒有蜜月期，政治可以說是連假期都沒有。前民進黨立委林濁水表示，「看來總統蠻火大的」，但「執政蜜月期」應該是大家都很習慣說的概念，「為什麼要沒收這個概念？總統為什麼常愛說大家聽不懂的話？」
2023年8月22日，台灣民意基金會發布民調，受訪者中23.4%非常同意、19.5%還算同意「民進黨是與黑金勾結的政黨」，在大學以上教育程度者中同意者高達53%；游盈隆表示，此形象是民進黨黨史上頭一遭。

## 外部連結
- 台灣民意基金會 （页面存档备份，存于）